# Jusselio Donizete
Jusselio Donizete da Silva (Cerquilho, São Paulo, 21 de mayo de 1983) es un futbolista brasileño. Juega de defensor.

## Clubes
| Club             | País    | Año           |
| ---------------- | ------- | ------------- |
| Paulista FC      | Brasil  | 1997 - 2000   |
| Londrina EC      | Brasil  | 2001          |
| EC Santo André   | Brasil  | 2003 - 2004   |
| CA Sorocaba      | Brasil  | 2005          |
| AE Santacruzense | Brasil  | 2006 - 2007   |
| SE Nacional      | Brasil  | 2007          |
| AE Santacruzense | Brasil  | 2008 - 2009   |
| Ivinhema FC      | Brasil  | 2010          |
| Wilstermann      | Bolivia | 2011          |
| CA Guaçuano      | Brasil  | 2012          |
| Valletta FC      | Malta   | 2012          |
| Birkirkara FC    | Malta   | 2012          |
| Aurora           | Bolivia | 2013-presente |